# إيما إليزابيث براون
إيما إليزابيث براون (بالإنجليزية: Emma Elizabeth Brown) هي كاتِبة ورسامة وفنانة وشاعرة أمريكية، (ولدت في كونكورد في الولايات المتحدة 1847 – 1937 م).